# Morávka (ort)
Morávka är en ort i Tjeckien. Den ligger i den östra delen av landet, 300 km öster om huvudstaden Prag. Morávka ligger 462 meter över havet och antalet invånare är 1 017.
Terrängen runt Morávka är kuperad. Runt Morávka är det glesbefolkat, med 11 invånare per kvadratkilometer. Närmaste större samhälle är Frýdek-Místek, 15,9 km nordväst om Morávka. I omgivningarna runt Morávka växer i huvudsak blandskog.